# ウェイティング・フォー・ザ・ドーン
『ウェイティング・フォー・ザ・ドーン』（Waiting for the Dawn）は、フィンランドのヘヴィメタルバンド、ストラトヴァリウスのヴォーカリストであるティモ・コティペルトがコティペルト名義で2002年に発売したソロアルバム。

## 収録曲
1. イントロ - Intro
2. トラベル・スルー・タイム - Travel Through Time
3. ビギニング - Beginning
4. ロード・オヴ・イターニティ - Lord of Eternity
5. ノウリッジ・アンド・ウィズダム - Knowledge and Wisdom
6. バトル・オヴ・ザ・ゴッズ - Battle of the Gods
7. ビューティー・ハズ・カム - Beauty Has Come
8. ヴィジィアー - Vizier
9. チョウゼン・バイ・レー - Chosen by Re
10. ウェイティング・フォー・ザ・ドーン - Waiting For the Dawn
11. アライズ - Arise
12. ザ・ムーヴメント・オヴ・ザ・ナイル - Movement of the Nile
13. シークレット・ネーム - Secret Name ※

※日本盤ボーナス・トラック 

## 参加ミュージシャン
- Timo Kotipelto - lead vocals
- Michael Romeo - guitars (#2,3,4,8,9)
- Roland Grapow  - guitars (#5)
- Jari Kainulainen - bass
- Sami Virtanen - guitar (#6,7,10,11)
- Mikko Härkin  - keyboard (#1,4,11)
- Janne Wirman - keyboards (#2,3,5,6,7,8,9,10)
- Mirka Rantanen - drums (#2,3,4,5,6,8,9)
- Gas Lipstick - drums (#10,11)